# Dynaspidiotus britannicus
Dynaspidiotus britannicus är en insektsart som först beskrevs av Robert Newstead 1898.  Dynaspidiotus britannicus ingår i släktet Dynaspidiotus och familjen pansarsköldlöss. Inga underarter finns listade i Catalogue of Life.